# Wincenty Karczewski
Wincenty Karczewski (ur. 1789 na Litwie w powiecie grodzieńskim, zm. 1832) – polski astronom i matematyk. 

## Życiorys
Urodził się jako syn Stanisława. Studiował matematykę w Wilnie. Od 1807 roku pracował w obserwatorium astronomicznym pod kierunkiem Jana Śniadeckiego. W roku 1814 został zastępcą profesora astronomii. Następcą Śniadeckiego został Piotr Sławiński. W roku 1818 opuścił Wilno i udał się do Paryża. W czasie pobytu za granicą uzyskał stypendium naukowe, a po powrocie do kraju został profesorem szkoły w Kielcach. W 1823 przeniósł się do Krakowa i przez 2 lata pracował w tamtejszym obserwatorium. Po powrocie do Wilna objął stanowisko adiunkta obserwatorium.
Wincenty Karczewski był jednym z popularyzatorów polskiej astronomii.
Jego zasługą jest przedruk francuskiego tłumaczenia rozprawy Śniadeckiego o Mikołaju Koperniku. W rękopisie pozostawił przekład „Astronomii fizycznej” Jana Chrzciciela Biota.

## Prace naukowe
- „O plamach na słońcu” (Wilno, 1815)
- „O gwiazdach i konstelacjach i sposobie ich poznawania” (Wilno, 1816)
- „Gnomonika rysunkowa” (Wilno, 1818, drugie wydanie w Krakowie 1825)
- „Nauka o niebie, czyli wiadomość fenomenów astronomicznych” (przekład z Molleta, 1824)
- „Historia astronomii” (przekład z Laplace'a, Wilno, 1825)
- „Astronomia zawarta w 22 lekcjach” (przekład z francuskiego w dwóch częściach, Wilno, 1826)
- „O kometach” (Wilno, 1826)
- „Początki arytmetyki” (Kielce, 1832)
- „Początki geometrii”
- „Antoni i Maurycy pismo L.M.P De Jussieu uwieńczone nagrodą przez towarzystwo ulepszania więzień” (Wilno, 1830, przekład z języka francuskiego)